# Alfa-Endorfin
Alfa-Endorfin je endogeni opioidni peptid sa sledećom sekvencom: Tyr-Gly-Gly-Phe-Met-Thr-Ser-Glu-Lys-Ser-Gln-Thr-Pro-Leu-Val-Thr.
Mada su alfa-endorfini su bili studirani od 1970-ih malo je poznato o njihovoj ulozi u telu. Neka istraživanja sugerišu da alfa-endorfini mogu da stimulišu mozak na način sličan amfetaminima, dok druga tvrde da oni mogu da budu korisni u lečenju anafilaktičkog šoka i sličnih stanja.